# Friedrich Uhl (Hockeyspieler)
Friedrich Conrad Uhl (* 31. Mai 1882 in Berlin; † 9. Juni 1953 in Lindau im Bodensee) war ein deutscher Hockeyspieler.
Uhl nahm mit der Mannschaft des Uhlenhorster HC als deutscher Vertreter an den Olympischen Spielen 1908 in London teil. Die Mannschaft belegte den fünften Rang.